# (5708) Melancholia
(5708) Melancholia (1977 TC1) – planetoida z pasa głównego asteroid okrążająca Słońce w ciągu 3 lat i 80 dni w średniej odległości 2,18 j.a. Została odkryta 12 października 1977 roku w Zimmerwald Observatory w Szwajcarii przez Paula Wilda.